# 第31回読売新聞社杯全日本選抜競輪
第31回読売新聞社杯全日本選抜競輪は、2016年2月11日から14日まで、久留米競輪場で行われた競輪のGI競走である。優勝賞金は2,990万円（副賞含む）。

## 決勝戦

### 競走成績
- 2月14日（日）[1]
- 誘導員…牧剛央（福岡）

| 着順 | 車番 | 選手       | 登録地 | 着差  | 決ま り手 | 上がり (秒) | H/B | 特記             |
| ---- | ---- | ---------- | ------ | ----- | --------- | ----------- | --- | ---------------- |
| 1    | 9    | 渡邉一成   | 福島   |       | 差し      | 12.3        |     |                  |
| 2    | 3    | 佐藤慎太郎 | 福島   | 3車身 | マーク    | 12.5        |     |                  |
| 3    | 1    | 新田祐大   | 福島   | 2車身 |           | 12.9        | B   |                  |
| 4    | 6    | 近藤隆司   | 千葉   | 2車身 |           | 12.3        |     |                  |
| 5    | 5    | 菊地圭尚   | 北海道 | 1車身 |           | 12.6        |     |                  |
| 6    | 7    | 脇本雄太   | 福井   | 大差  |           | 14.5        | H   |                  |
| 落   | 4    | 岩津裕介   | 岡山   | -     |           | -           |     | 落車棄権         |
| 落   | 8    | 村上博幸   | 京都   | -     |           | -           |     | 落車棄権         |
| 失   | 2    | 稲垣裕之   | 京都   | -     |           | -           |     | 失格（押し上げ） |

### 配当金額
| 3=6 | 530円 | (2) |

| 1=3=9 | 1,450円 | (3) |

| 6-3 | 720円 | (2) |

| 9-3-1 | 4,140円 | (7) |

| 3=9 | 500円 | (2) |

| 3=9 | 310円   | (2)  |
| 1=9 | 490円   | (5)  |
| 1=3 | 1,100円 | (21) |

| 9-3 | 750円 | (2) |

### レース概略
新田の巻き返しに対して、脇本の番手の稲垣がブロックすると、自ら転倒。村上と岩津が巻き込まれて計3人が落車。
新田がバックで脇本を抜き去り、その後ろの渡邉が差して初のG1制覇。佐藤が2着、新田も3着に残り、福島勢のワンツースリー。なお、稲垣は新田への押し上げで失格となった。

## 特記事項
- 久留米でのGI開催は、鈴木誠が制覇した1991年の同大会以来で25年ぶりとなった[4][5]。

- 大会のキャッチコピーは久留米ラーメンにかけて、「めん食らえ!! 強者たちの激走」。

- 地上波の決勝戦中継は「坂上忍の勝たせてあげたいTV 全日本選抜競輪GI」《日本テレビ系列全国ネット》[6][7][8]。

- 目標額は105億円だったが、四日間の総売上は97億5211万6600円だった[9]。

### 競走データ
- 決勝メンバーのうち、S級S班は新田と稲垣の2名。今回がG1初決勝の選手は、4度目で初めて準決勝に進出して突破した近藤[10]。

- 渡邉一成は7度目となるG1決勝で、優勝を果たした[11]。